# Amityville: A New Generation
Amityville: A New Generation è un film del 1993 diretto da John Murlowski. La pellicola è il settimo episodio della saga di Amityville.

## Trama
Keyes Terry è un fotografo artistico che ha comprato uno specchio da un venditore ambulante che ha incontrato lungo una strada. Portato in casa lo specchio, egli ben presto capirà che è posseduto da un demone che tormenterà la sua vita.